# ヘヴン・シャル・バーン
ヘヴン・シャル・バーン（Heaven Shall Burn）は、ドイツ出身のメタルコア・バンド。

## 略歴
1996年、ザールフェルトで結成。

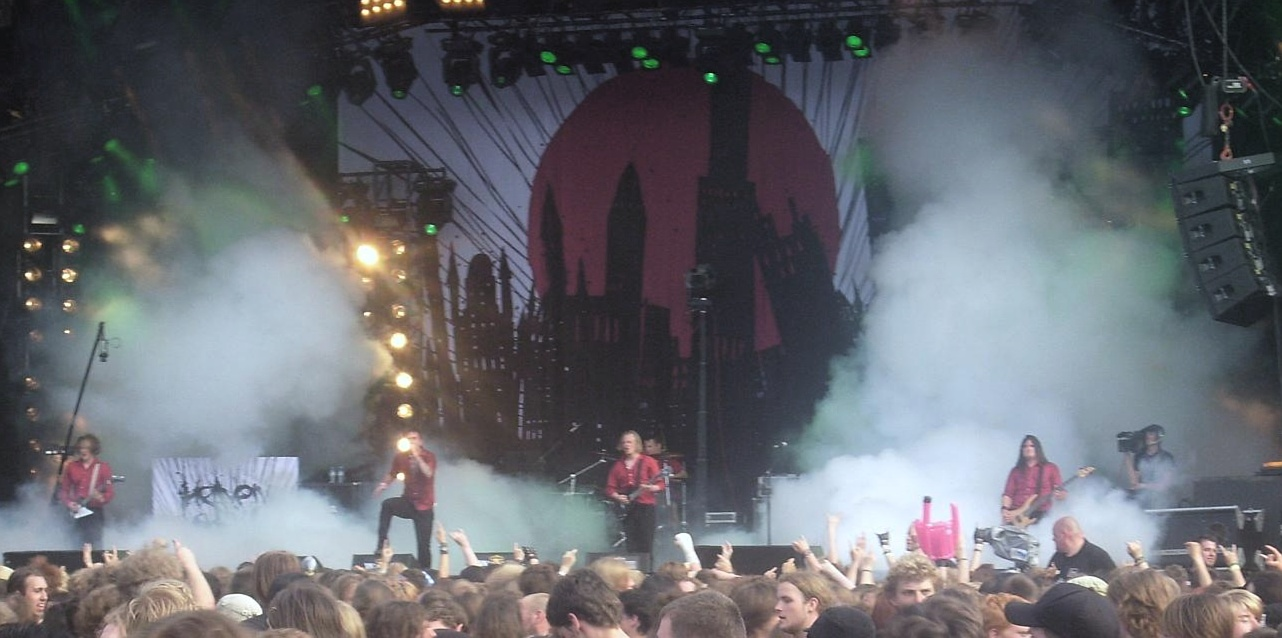
ドイツ・ヴァッケン公演 (2009年8月)

1998年にDeeds Of Revolution RecordsからEP『In Battle There Is No Law』を発売する。
2000年にライフフォース・レコードより1stアルバム『Asunder』、2002年には、2ndアルバム『Whatever It May Take』をリリースする。
その後、センチュリー・メディア・レコードへと移籍を果たし、2004年に3rdアルバム『Antigone』をリリース。
2005年、初来日公演。
2006年に4thアルバム『Deaf to Our Prayers』、2008年に5thアルバム『Iconoclast (Part 1: The Final Resistance)』を発表。
ほぼ2年おきというペースで作品をリリースしており、2010年には6thアルバム『Invictus (Iconoclast III)』発売。前作『Iconoclast』の続編であり、第2部がDVD作品『Bildersturm』で、この『Invictus』が第3部となる。
2013年、7thアルバム『Veto』をリリース。同年5月3日付けで、ドイツのアルバム・チャートの2位となる。オリジナルメンバー マティアス・フォークト(Ds)が脱退。
2016年、8thアルバム『Wanderer』をリリース。
2020年、初の2枚組となる9thアルバム『Of Truth And Sacrifice』をリリース。

## メンバー

### 現ラインナップ
- マルクス・ビスコフ (Marcus Bischoff) - ヴォーカル (1996- )
- マイク・ヴァイヒェルト (Maik Weichert) - ギター (1996- )
- アレクサンダー・ディーツ (Alexander Dietz) - ギター (2005- )
- エリック・ビスコフ (Eric Bischoff) - ベース (1996- )
- クリスチャン・バス (Christian Baß) - ドラムス (2013- )

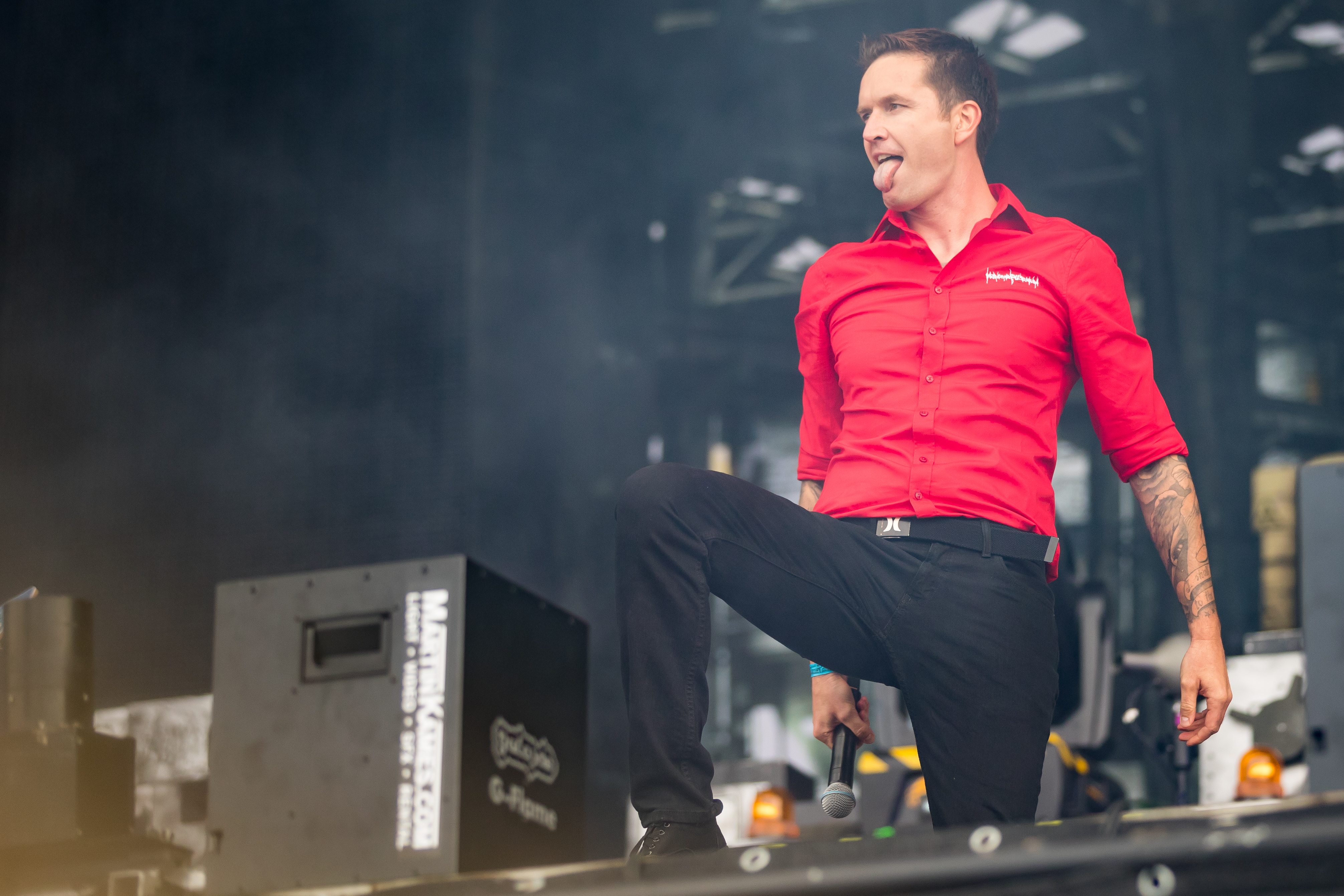
マルクス・ビスコフ(Vo) 2017年
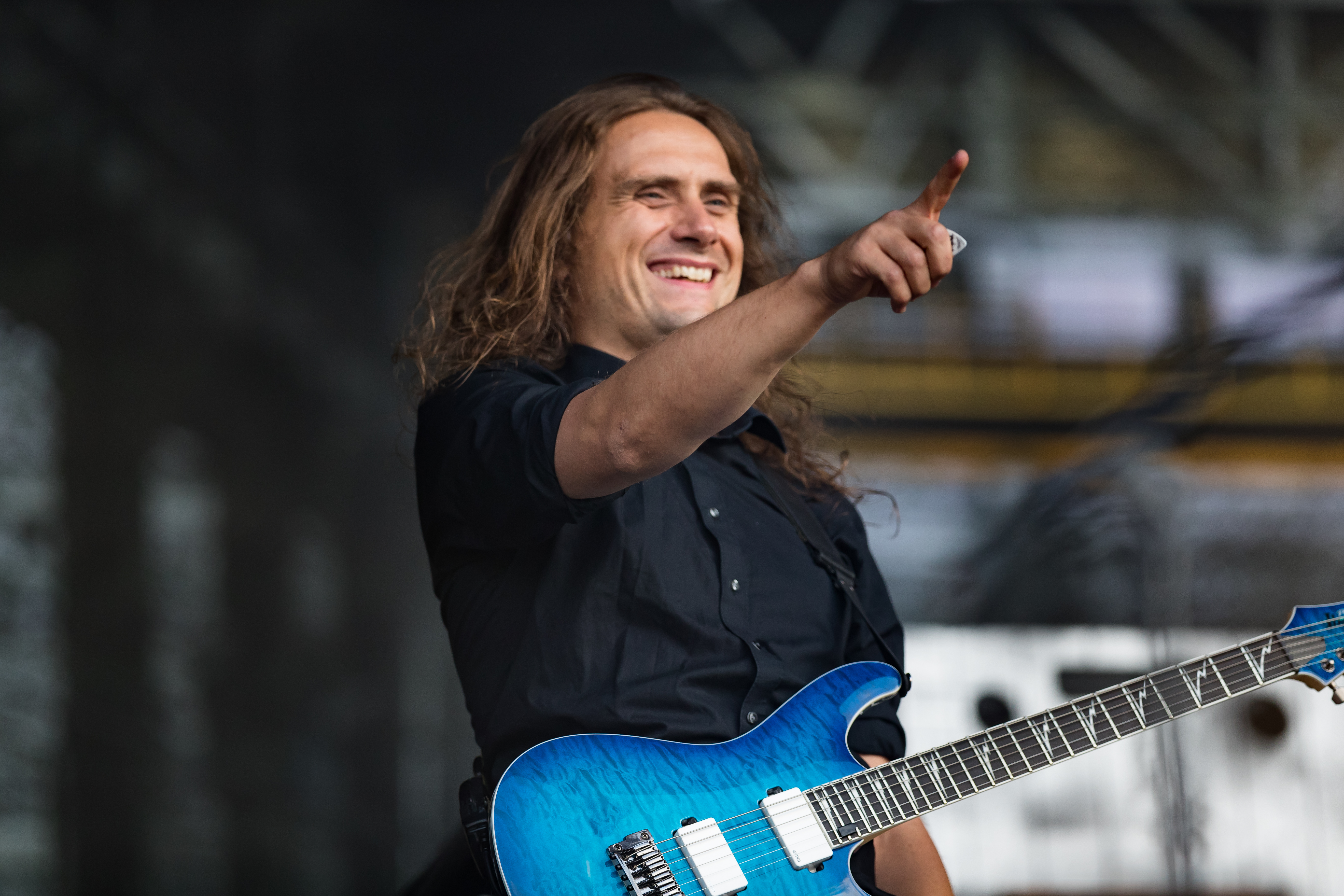
マイク・ヴァイヒェルト(G) 2017年
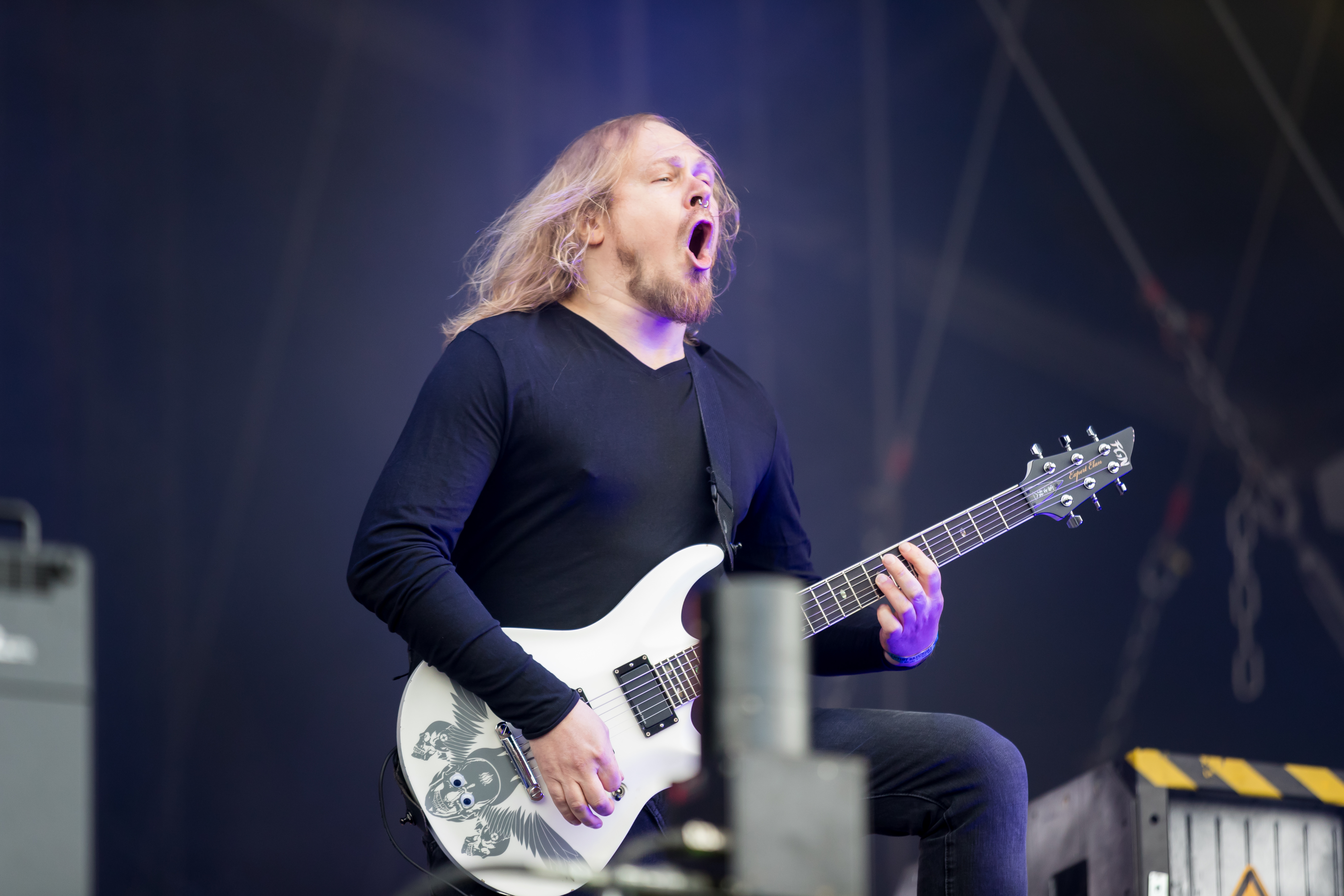
アレクサンダー・ディーツ(G) 2017年
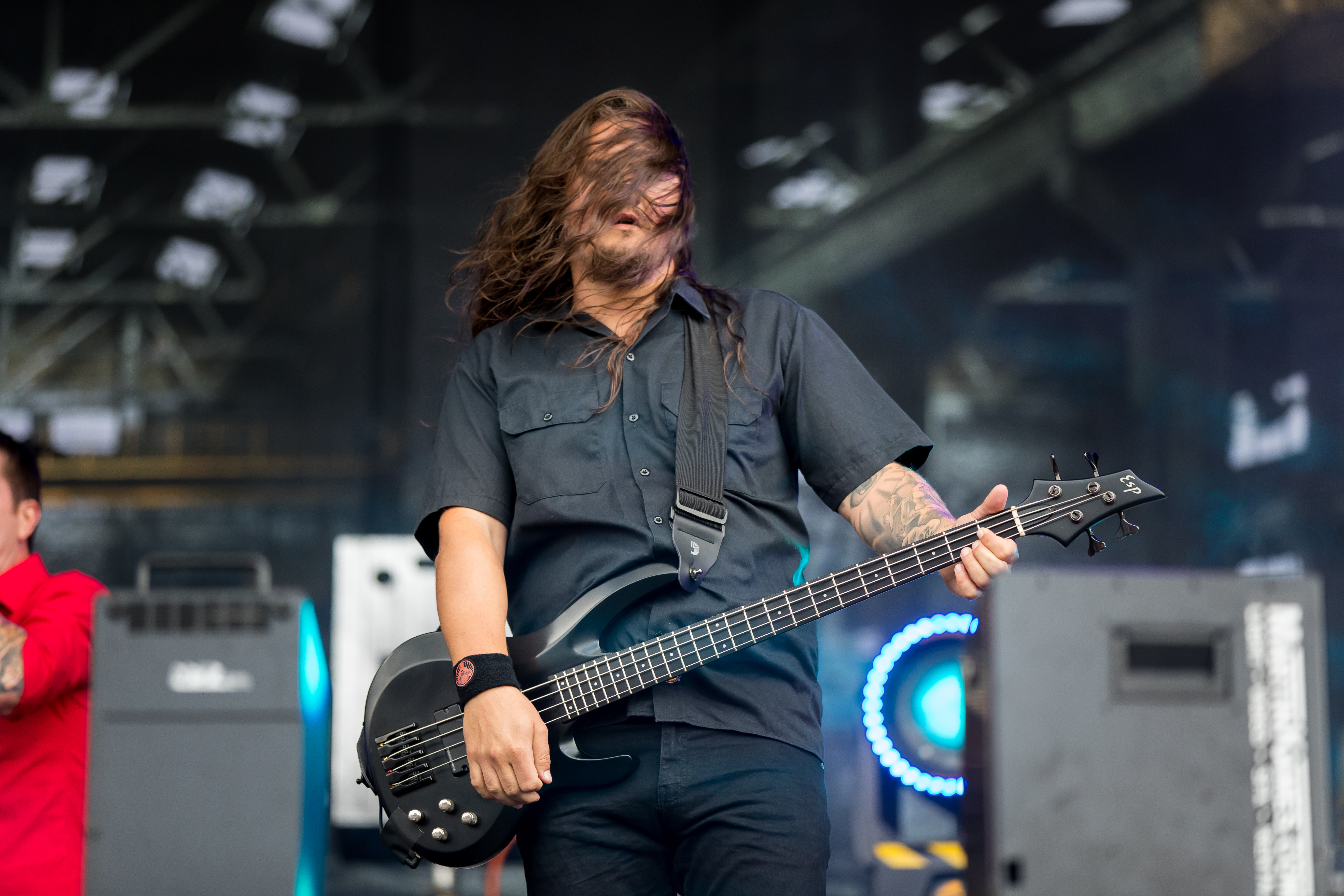
エリック・ビスコフ(B) 2017年
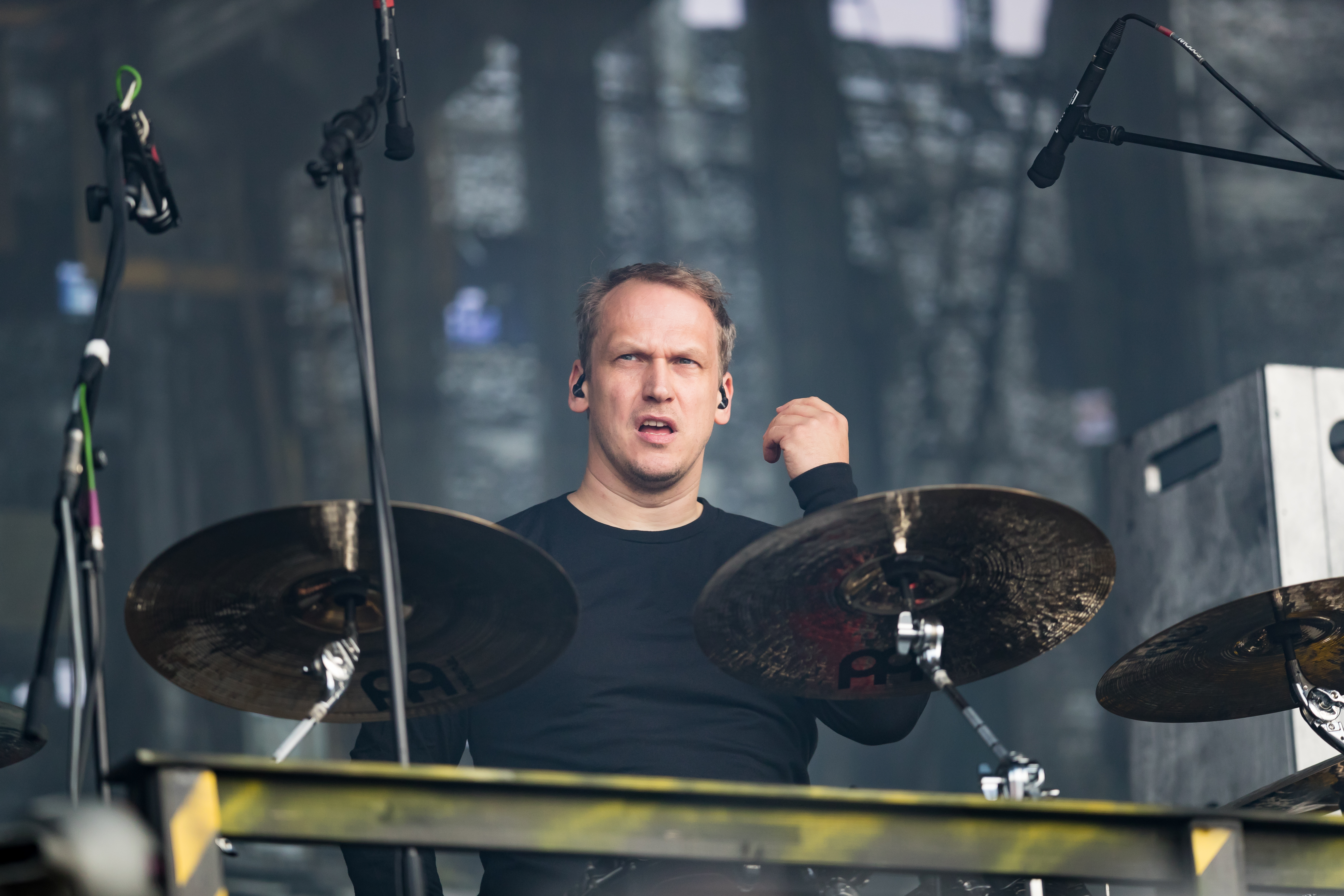
クリスチャン・バス(Ds) 2017年

### 旧メンバー
- パトリック・シュライツァー (Patrick Schleitzer) - ギター (1998-2005)
- マティアス・フォークト (Matthias Voigt) - ドラムス (1996-2013)

## ディスコグラフィー
- In Battle There Is No Law (1998) - EP
- Asunder (2000)
- Whatever It May Take (2002)
- Antigone (2004)
- Deaf to Our Prayers (2006)
- Iconoclast (Part 1: The Final Resistance) (2008)
- Invictus (Iconoclast III) (2010)
- Veto (2013)
- Wanderer (2016)
- Of Truth And Sacrifice (2020)
- Heimat (2025)

### コンピレーションアルバム
- In Battle... (There Is No Law) (2002)
- Voces Del Underground (2007)
- A Century Of Classics (2008, Century Media compilation)

### DVD
- Bildersturm – Iconoclast II (The Visual Resistance) (2009)